# Juan Carlos Martel Bayod
Juan Carlos Martel Bayod   (Barcelona, 1976) Gestor cultural. Assessor artístic i cultural. Director d'escena i d'Institucions Culturals.
Estudis d'Economia a la Universitat de Barcelona. Grau en Interpretació Teatral per l'Institut del Teatre de Barcelona, Postgrau en Disseny de Projectes Culturals per la Universitat de Barcelona, Màster en Direcció Pública per ESADE i PDG a IESE Business School.
Membre del Lincoln Center Theatre Directors Lab, Nova York 2013. Co-fundador i membre del comitè executiu del Directors Lab of Mediterranean. Des del 2015 fins al 2017 va formar part de l'equip de direcció artística del Teatre Lliure. Entre el 2017 i el 2018 ha sigut docent a Florència a la Scuola di formazione del mestiere dell'attore. El 2019 va ser assessor artístic internacional del Teatro della Pergola - Fondazione Teatro della Toscana any que el patronat de la Fundació Teatre Lliure - Teatre Públic de Barcelona el va triar per dirigir la institució fins al 2024. Membre del Consell Universitari de la UIC i del Comitè Executiu del Consell de la Cultura de Barcelona.

## Premis
- 2014 - Moby Dick, un viatge pel teatre - Premi Butaca al millor espectacle per a públic familiar.[1]
- 2019 - Sis personatges, homenatge a Tomás Giner - Premi de la Crítica a millor adaptació/dramatúrgia.[2]
- 2019 - Casting Giulietta - Premi Amics de la Gent Gran.

## Direccions escèniques
Alguns dels treballs de Juan Carlos Martel com a director escènic són:
- Yerma,[3] de Federico Garcia Lorca. Teatre Lliure 2022. (Reposició 2023)
- La malaltia,[4] basada en La Malaltia de la joventut de F. Bruckner. Teatre Lliure 2021.
- Casting Giulietta,[5] de Marc Artigau. Grec Festival de Barcelona 2019.
- Una Ilíada, de Lisa Peterson i Denis O’Hare. Festival Temporada Alta de Girona 2018.
- Sis personatges – Homenatge a Tomás Giner, de Joan Yago. Teatre Lliure, 2018.
- Il mercato della carne, de Bruno Fornasari. Teatro Goldoni de Florència, 2018.
- Brecht Said, basat in diferents textos de Bertolt Brecht. Ex-cinema Goldoni de Florència, 2017.
- Revolta de bruixes, de Josep Maria Benet i Jornet. Teatre Lliure, 2016.
- L'inframón, de Jennifer Haley. Grec Festival de Barcelona 2016.
- La serva padrona, de G. B. Pergolesi. Teatre de Sarrià, 2015.
- Joc de miralls, d'Annie Baker. Teatre Lliure, 2015.
- Moby Dick, un viatge pel teatre de Marc Artigau. Teatre Lliure, 2013. (Reposicions els anys 2014 i 2017)
- La tempesta, d'August Strindberg. Teatre Lliure, 2013.
- Primera Plana, Festival Temporada Alta de Girona, 2013.
- Contesto, Teatro Filodrammatici di Milano, 2013.
- L'Espera, de Remo Binosi. Teatre Lliure, 2011.
- La marató de Nova York, d'Edoardo Erba. Teatre Villarroel, 2010.
- Camp de batalla, de Matei Visniec. La Nau Ivanow, 2009.
- Set nenes jueves, de Caryl Churchill. La Nau Ivanow, 2009.
- El lleig, de Marius von Mayenburg. Teatre Tantarantana, 2008.
- Només sexe, de Daniela Feixas. Teatre Gaudí Barcelona, 2008.
- Passi el que passi saludeu, de Marta Buchaca. Obrador Internacional d'Estiu, 2007.
- Històries de família, Biljana Srbljanovic. Obrador Internacional d'Estiu, 2007.
- God is a dj, de Falk Richter. Grec Festival de Barcelona, 2007.
- L'Olor sota la pell, de Marta Buchaca. Sala Beckett, 2007.
- Push Up, de Roland Schimmelpfennig. Sala Beckett, 2006.
- Atemptats contra la seva vida, de Martin Crimp. Sala Beckett, 2005.